# Зеленушка-перепёлка
Зеленушка-перепёлка, или губан-перепёлка, или пятнистый губан (лат. Symphodus roissali) — вид морских лучепёрых рыб из семейства губановых отряда окунеобразных.

## Описание
Длина тела до 21 см, но обычно около 12—16 см, масса до 120 г. Основная окраска самцов зеленоватая с темно-коричневыми пятнами, самки буровато-серые с бурыми пятнами. Пятна располагаются в 5 поперечных и 4 продольных рядов: два посередине тела — сплошной вдоль боковой линии и прерывистый ниже, менее отчетливый ряд пятен вдоль основания спинного плавника и ряд из 7—8 крупных пятен вдоль брюха; часто имеется пятно у основания хвостового плавника под боковой линией. Продольное расплывчатое темно-коричневое пятно расположено на лишенной чешуй поверхности крышечной кости. Ниже глаз имеются 2—4 темно-коричневые косые полосы, более светлые и разделенные зеленоватыми полосами у самцов и сероватыми у самок. Впереди глаз широкая полоса, не достигающая вершины рыла и часто сливающаяся с окраской верха головы. Спинной и анальный плавники с буровато-красными колючими лучами и более светлыми ветвистыми. Перепонки между лучами зеленые или голубые, с рядом продолговатых буровато-красных пятен посередине спинного плавника, иногда с небольшими пятнами у основания и вершины его колючей части. У основания ветвистой части спинного и анального плавников по два пятна — больших черных у первого и меньших и более светлых у второго, иногда два таких же пятна есть и на колючей части спинного. Лучи и перепонки хвостового плавника одного цвета с таковыми ветвистой части спинного и анального, обычно с несколькими (до 5—6) мелкими пятнами такого же цвета. В грудных плавниках лучи зеленоватые, на вершине красноватые или желтоватые, перепонки бесцветные. В брюшных плавниках лучи буроватые, перепонки местами буроватые или светло-голубые.

## Ареал и места обитания
Обитает в Средиземном море, прилегающих частях Восточной Атлантики от Бискайского залива до северного Марокко, Мраморном и Чёрном морях. Встречается у берегов среди скал и камней, заросших зелеными водорослями и цистозейрой (морской травой), на глубине до 30 м.

## Образ жизни и питание
Ведёт одиночный образ жизни. Бентофаг, питается в основном моллюсками (составляют до 70 % рациона), поедая чаще всего мидий Mytilaster lineatus, а также мелкими ракообразными, гидроидными полипами и морскими ежами.

## Размножение
Нерестятся весной. На глубине от 15 см до 1,5—2,0 м на песке или среди камней, скал и подводной растительности самец строит из веточек морской травы, иногда частично из кладофоры, гнездо полулунной формы, поперечником около 10 см. Вогнутая часть гнезда заполняется крупными песчинками и обломками раковин, которые самец приносит во рту. На отвесные стенки вогнутой части готового гнезда откладывают икру несколько самок, после чего по мере отложения самец прикрывает кладку новыми веточками морской травы и приступает к охране потомства, постоянно занимая место над гнездом. Самки длиной 12—16 см вымётывают несколькими порциями от 6,6 до 36 тыс. икринок, которые в зависимости от температуры воды развиваются от 3,5 до 5,5 суток. К началу осени мальки достигают до 7 см в длину. Самцы растут быстрее самок. Размер впервые нерестящихся рыб 5—7 см.
Наибольшая зафиксированная продолжительность жизни составляет 8 лет.

## Фото

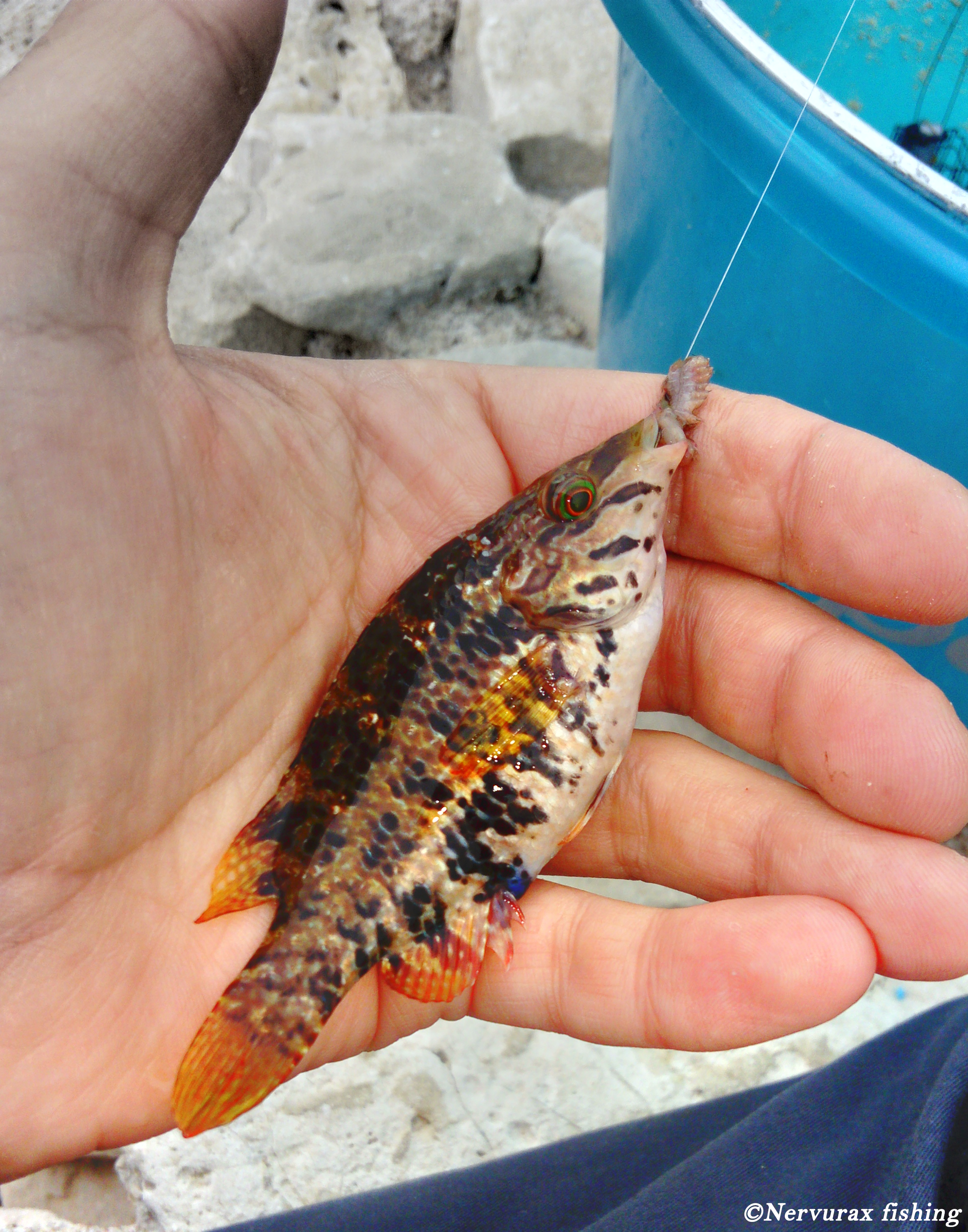
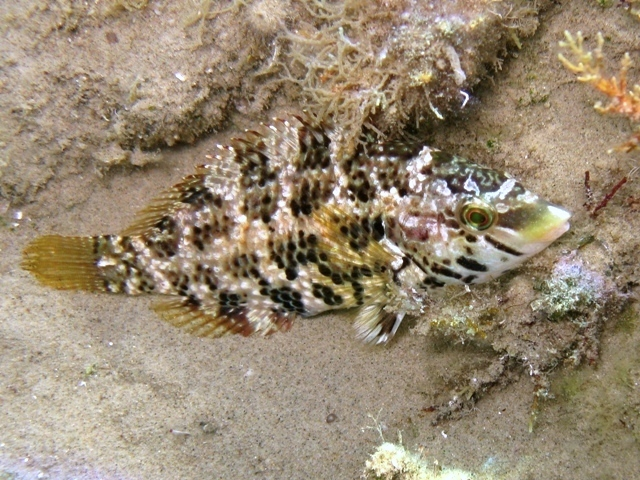
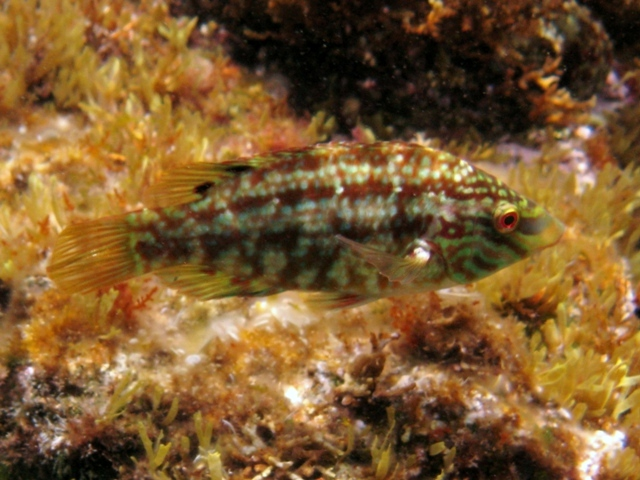
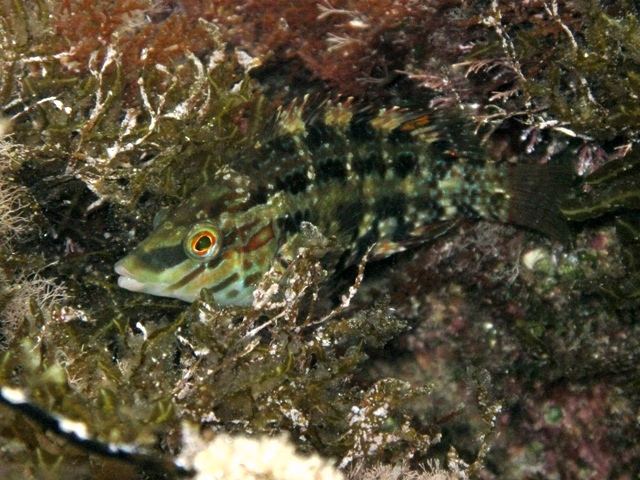
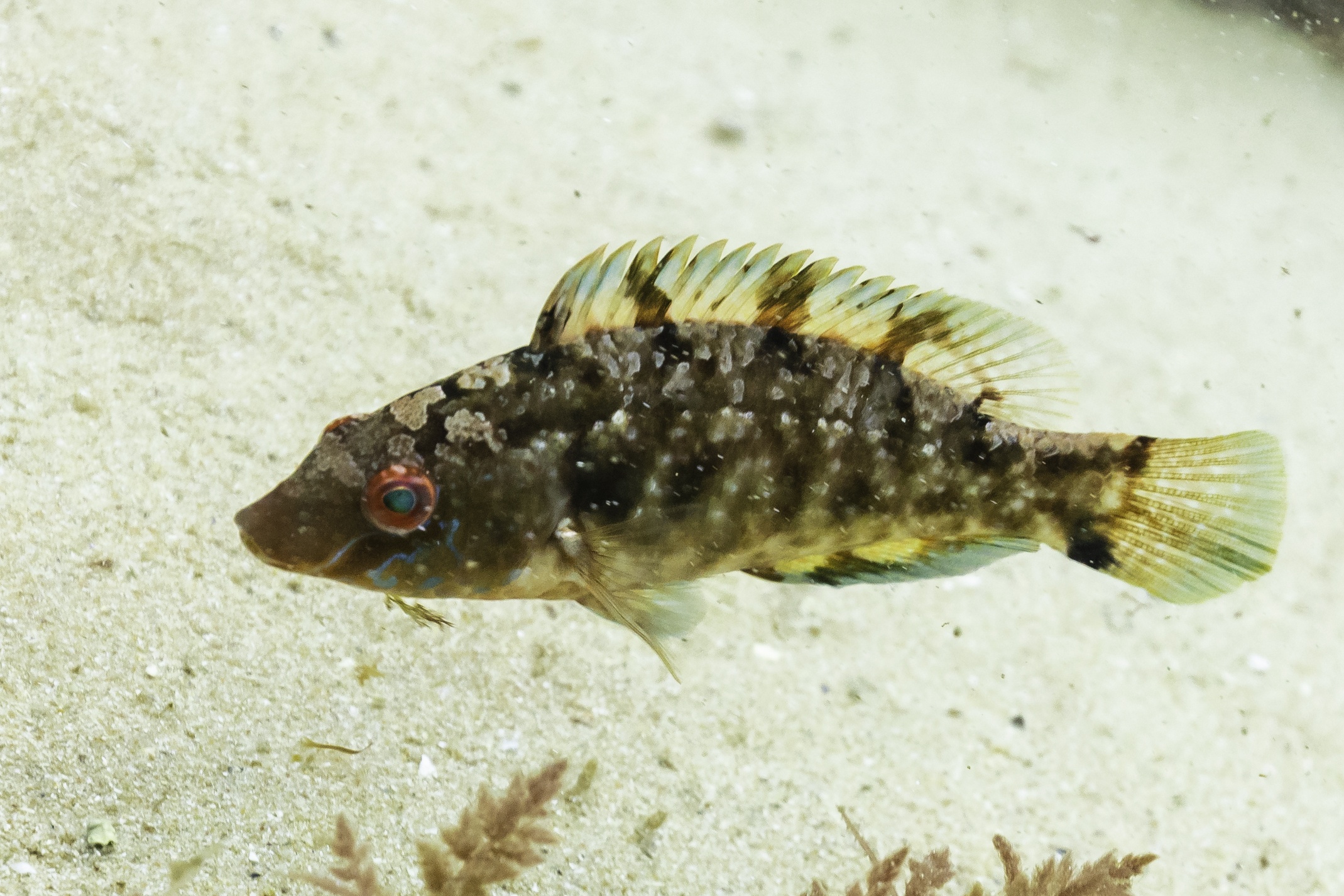